# Drahoslavice
Drahoslavice (německy Droschelhof, Troschelhof) je osada, část města Český Krumlov, od jehož centra je vzdálena 3 km, ve stejnojmenném okrese Jihočeského kraje. Nacházejí se zde dva domy, čp. 9 a 10.

## Historie a popis
Roku 1347 Petr z Rožmberka vesnici připojil k městu Český Krumlov. V Topograficko-statistickém slovníku Čech z roku 1870 a Seznam míst v Království českém z roku 1907 jsou Drahoslavice zmiňovány jako poplužní dvůr, jehož budovy se na místě nacházejí dodnes a jenž patřil ke 'Sloupenci' (tj. Slupenci), mnohdy v souvislosti s nedalekou bývalou osadou Machovice. Kolem drahoslavického dvora vedla od Zátoně přes Přídolí k Netolicím Linecká obchodní stezka.
Drahoslavický dvůr patříval také, stejně jako další prelátské pozemky, pod dnešní městys Přídolí. V 21. století Drahoslavice opět spravuje město Český Krumlov. Leží na katastrálním území Slupenec, pod který osada také v minulosti spadala; zároveň patřila k farnosti Český Krumlov.

## Pamětihodnosti
Východně od osady roste památný strom Drahoslavická lípa.

## Galerie

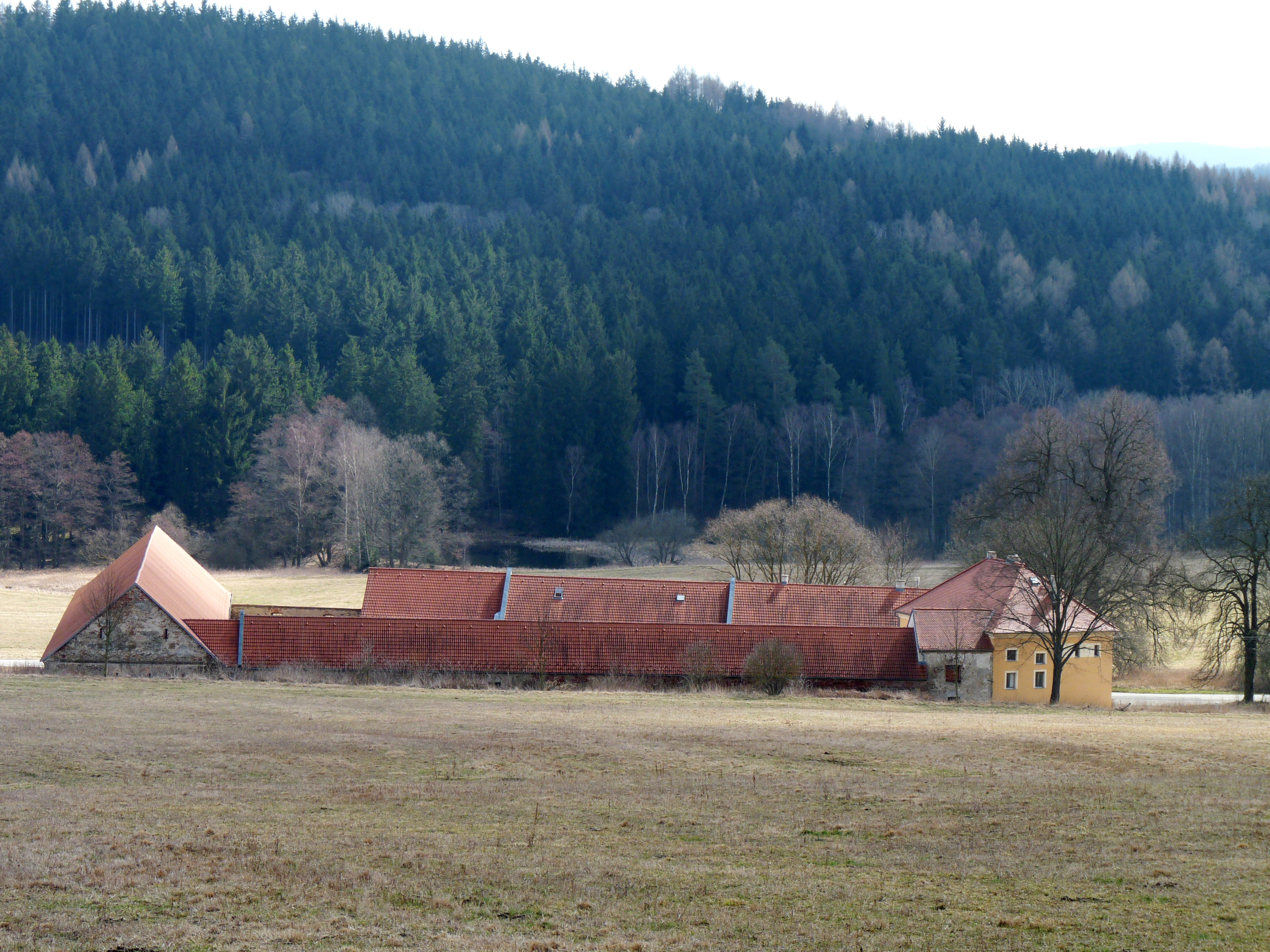
Pohled ke stavení čp. 10
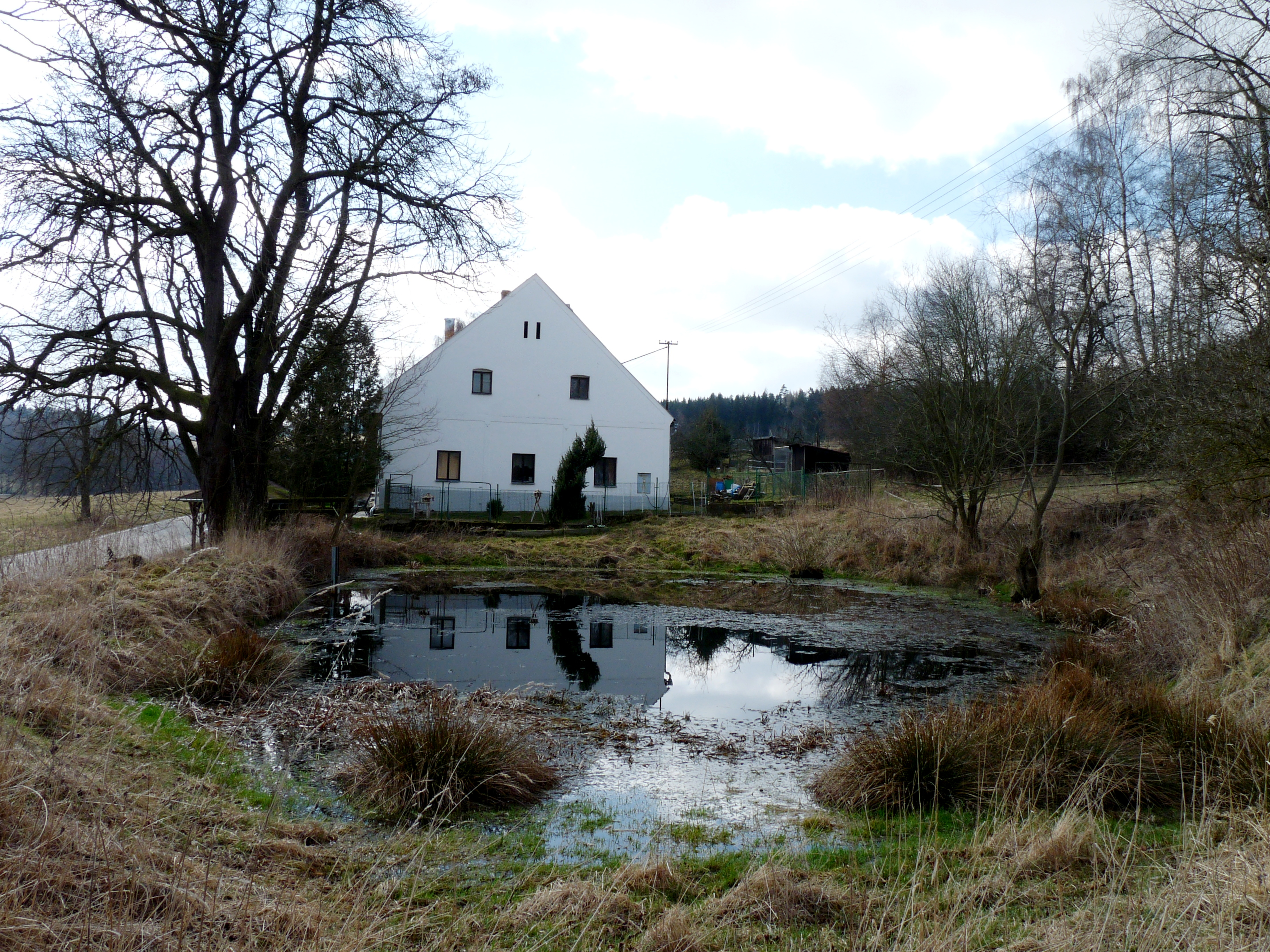
Dům čp. 9
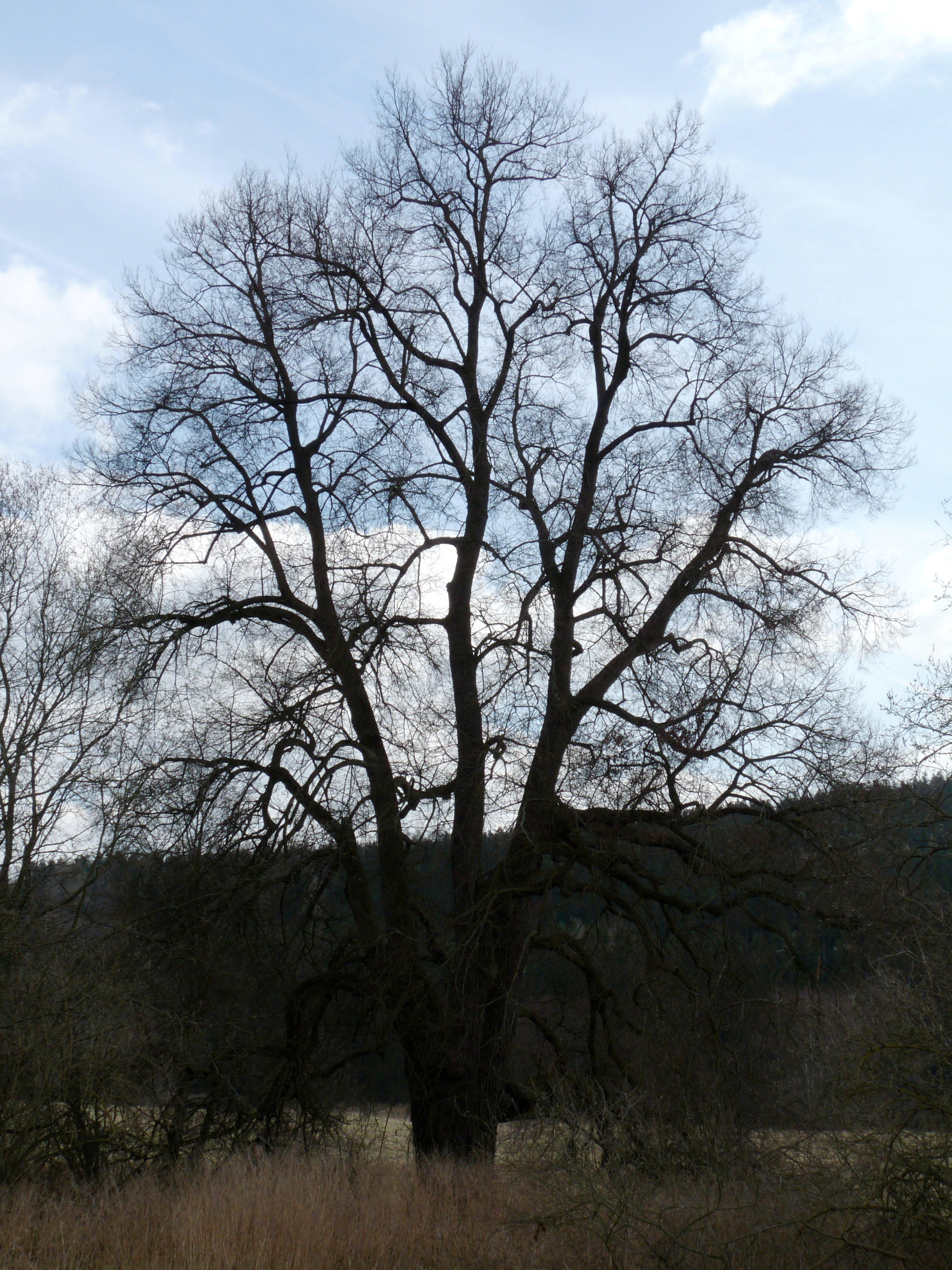
Drahoslavická lípa